# Apporteur d’affaires
Un apporteur d'affaires est une personne qui met en relation des personnes qui souhaitent réaliser entre elles des opérations commerciales. On parle également d'entremetteur. Il peut signer un contrat ou non, selon la sécurité juridique qu'il souhaite donner à cette activité. Il a en général l'obligation de mettre tout en œuvre pour que la mise en relation se réalise. Il ne peut donc pas être tenu pour responsable de la non-conclusion de l’affaire entre les parties. Il est en général rémunéré pour ce travail, souvent par une commission sur le montant de l’affaire nouée entre le donneur d'ordre et le client apporté.
Un apporteur d'affaires ne doit pas être confondu avec les autres intermédiaires de commerce : 
- courtier. Il en est proche, toutefois, il s'en distingue essentiellement par le fait qu'à la différence du courtage, l'apport d'affaires n’est pas une profession, c’est-à-dire qu’il n’est régi par aucune loi. Cela n’empêche pas son existence dans le tissu économique et commercial d’une société[2] ;
- agent commercial. Les différences majeures entre l’apporteur d’affaires et l’agent commercial tiennent au fait que l’agent commercial est mandaté pour accomplir des actes commerciaux et juridiques, tandis que l’apporteur d’affaires n’est qu’un entremetteur. Elles tiennent également au fait que statut d’agent commercial est protégé par la loi, contrairement à l’apporteur d’affaires[2] ;
- commissionnaire. Les commissionnaires sont régis en France par les articles L132-1 à L132-9 du code de commerce. Le commissionnaire est celui qui agit en son propre nom, ou sous un nom social, pour le compte d'un commettant. Il se distingue du mandataire en ce sens qu'il agit en son propre nom et du courtier puisque contrairement à ce dernier il est véritablement partie au contrat qu'il conclut dans l'intérêt d'autrui.

Il ne doit pas être confondu non plus avec un commercial ou encore un ingénieur d'affaires. Ils sont en général salariés de la société.
En France, certains secteurs d’activité comme les transactions immobilières, boursières, et en assurances notamment sont réglementés, la loi encadre l’exercice de l’apporteur d’affaires.